# Панарин, Фрол Дмитриевич
Фрол Дмитриевич Панарин (бел. Фрол Дзмітрыевіч Панарын; род. 10 сентября 2002, Витебск) — белорусский футболист, полузащитник клуба «Витебск».

## Клубная карьера
Воспитанник футбольной академии «Витебска». Летом 2021 года стал выступать за дублирующий состав витебского клуба. В октябре 2021 года стал подтягиваться к основной команде. Дебютировал за клуб 23 октября 2021 года в матче против солигорского «Шахтёра», выйдя на замену на 90 минуте. В своём следующем сезоне 2022 года футболист продолжал преимущественно выступать за дублирующий состав клуба, первый матч за основную команду сыграв 8 июля 2022 года против «Ислочи», где вышел на замену на 73 минуте. По итогу сезона занял предпоследнее место в турнирной таблице и вылетел в Первую лигу.
В декабре 2022 года футболист присоединился к основной команде, вместе с которой стал готовиться к новому сезону. Первый матч в сезоне сыграл 29 апреля 2023 года против «Лиды», выйдя на замену на 88 минуте. Дебютный гол за клуб забил 25 июня 2023 года в матче против петриковского «Шахтёра». На протяжении сезона футболист был в клубе игроком замены, большую часть матчей проведя на скамейке запасных. По итогу сезона футболист стал бронзовым призёром чемпионата, отправившись в стыковые матчи. По итогу стыковых матчей футболист вместе с клубом победил «Энергетик-БГУ» и получил повышение в Высшую лигу.

## Статистика
| Сезон | Дивизион | Клуб    | Страна   | Матчи | Голы |
| ----- | -------- | ------- | -------- | ----- | ---- |
| 2021  | Д1       | Витебск | Беларусь | 1     | 0    |
| 2022  | Д1       | Витебск | Беларусь | 2     | 0    |
| 2023  | Д2       | Витебск | Беларусь | 5     | 1    |